# Гернсгайм
Гернсгайм (нім. Gernsheim) — місто в Німеччині, знаходиться в землі Гессен. Підпорядковується адміністративному округу Дармштадт. Входить до складу району Грос-Герау.
Площа — 40,11 км2. Населення становить 10 640 ос. (станом на 31 грудня 2020).